# ISO 3166-2:SE
ISO 3166-2-koderna för Sverige betecknar Sveriges 21 län, och består alltid av två delar separerade med ett bindestreck. Den första delen av dessa koder är ISO 3166-1-landskoden SE för Sverige. Den andra delen, som används av länsstyrelserna, består av en specifik bokstav för respektive län. Undantag görs för Stockholms-, Västerbottens- och Norrbottens län, som med koderna AB, AC respektive BD är de enda av länen med fler än en bokstav i länskoden.
Ordningen är geografisk och börjar med Stockholms län, och går sedan i bokstavsordning medsols runt södra Sverige och norrut. Bokstavskoderna har tagits från de länsbokstäver som tidigare användes på registreringsskyltar på motorfordon, men har anpassats till de förändringar i länsindelningen som har gjorts sedan dessa avskaffades 1973.

## Förteckning över Sveriges ISO 3166-2-koder
| ISO 3166-2 kod | Län                  | Alternativ kod |
| -------------- | -------------------- | -------------- |
| SE-AB          | Stockholms län       | SE-01          |
| SE-C           | Uppsala län          | SE-03          |
| SE-D           | Södermanlands län    | SE-04          |
| SE-E           | Östergötlands län    | SE-05          |
| SE-F           | Jönköpings län       | SE-06          |
| SE-G           | Kronobergs län       | SE-07          |
| SE-H           | Kalmar län           | SE-08          |
| SE-I           | Gotlands län         | SE-09          |
| SE-K           | Blekinge län         | SE-10          |
| SE-M           | Skåne län            | SE-12          |
| SE-N           | Hallands län         | SE-13          |
| SE-O           | Västra Götalands län | SE-14          |
| SE-S           | Värmlands län        | SE-17          |
| SE-T           | Örebro län           | SE-18          |
| SE-U           | Västmanlands län     | SE-19          |
| SE-W           | Dalarnas län         | SE-20          |
| SE-X           | Gävleborgs län       | SE-21          |
| SE-Y           | Västernorrlands län  | SE-22          |
| SE-Z           | Jämtlands län        | SE-23          |
| SE-AC          | Västerbottens län    | SE-24          |
| SE-BD          | Norrbottens län      | SE-25          |

## Historiska länsbokstäver
- A: Överståthållarämbetet  i Stockholms stad till 1967
- B: Stockholms län (utom Stockholms stad) till 1967
- L: Kristianstads län till 1997
- M: Malmöhus län till 1997
- O: Göteborgs och Bohus län till 1999
- P: Älvsborgs län till 1999
- R: Skaraborgs län till 1999